# Alytes muletensis
Espèce
Synonymes
- Baleaphryne muletensis Sanchíz & Adrover, 1979
- Baleaphryne talaioticus Sanchíz & Alcover, 1982

Statut de conservation UICN

 VU D2 : Vulnérable
Alytes muletensis, l’Alyte de Majorque est une espèce d'amphibiens de la famille des Alytidae. Décrite sous le nom Baleaphryne muletensis comme fossile, elle n'a été découverte vivante que plus tard.

## Description
La plus grande femelle trouvée mesure 38 mm et le plus grand mâle 34,7 mm. La paume de sa main présente trois tubercules métacarpiens. Sa face ventrale est blanche et en arrière des yeux se trouve souvent une tâche sombre triangulaire.

## Répartition

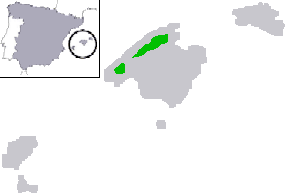
Distribution

Cette espèce est endémique de Majorque aux Baléares. Elle se rencontre dans la Sierra de Tramontana du niveau de la mer à 850 m d'altitude,.

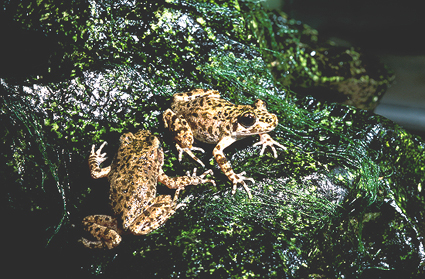
Alytes muletensis

## Étymologie
Son nom d'espèce, composé de mulet[a] et du suffixe latin -ensis, « qui vit dans, qui habite », lui a été donné en référence au lieu de sa découverte, la Cueva Muleta.

## Honneur
Depuis le 15 janvier 2024, l'astéroïde (201511) Ferreret est nommé en son honneur.

## Publication originale
- Sanchiz & Adrover, 1979 "1977" : Anfibios fósiles del Pleistoceno de Mallorca. Doñana Acta Vertebrata, vol. 4, p. 5-25.